# Chojno-Młyn
Chojno-Młyn – wieś w Polsce położona w województwie wielkopolskim, w powiecie szamotulskim, w gminie Wronki.
W latach 1975–1998 miejscowość administracyjnie należała do województwa pilskiego.